# Église d'Écosse
Ne doit pas être confondu avec Église catholique en Écosse ou Église épiscopalienne écossaise.
L'Église d'Écosse (en anglais : Church of Scotland ; en scots : The Scots Kirk ; en gaélique écossais : Eaglais na h-Alba) est l'Église nationale d'Écosse. C'est une Église presbytérienne résultant de la Réforme écossaise de 1560, commandée, entre autres, par John Knox. Elle est connue informellement sous son nom écossais, The Kirk.
Depuis un acte de 1921, l'Église d'Écosse a été reconnue Église nationale, mais non Église d'État, contrairement à l'Église d'Angleterre, qui reste la religion d'État en Angleterre. En conséquence, quoique le monarque britannique soit chef de l'Église d'Angleterre, il est seulement « membre ordinaire » de l'Église d'Écosse. Il détient le pouvoir de nommer le Haut Commissaire, qui est son représentant à l'Assemblée générale, sauf s'il désire y assister en personne. Le président de l’Église d’Écosse est le modérateur de l'Assemblée générale de l'Église d'Écosse, élu pour un an par l'Assemblée générale, conformément à la constitution presbytéro-synodale de cette Église.
La devise de l'Église est en latin : Nec tamen consumebatur — « Pourtant, il ne se consumait pas », allusion au livre de l'Exode 3,2 et au buisson ardent, qui, avec le drapeau de l'Écosse, forme l'emblème de l'Église.

## Théologie
La théologie presbytérienne est calviniste. John Knox, qui l'a formalisée, a séjourné à Genève auprès de Calvin pendant la période des persécutions sous Marie Tudor (1553-1559).
C'est pendant ce séjour à Genève que les théologiens anglais et écossais réunis autour de John Knox traduisent et commentent la Bible, fournissant au monde anglophone la Bible de Genève, première Bible à être divisée en versets, dont le prix modique et les commentaires permettent la diffusion des idées calvinistes dans le monde anglophone, notamment en Écosse où le protestantisme devient religion d'État.
Les presbytériens ne reconnaissent donc que deux sacrements :
- le baptême, pour lequel ils adoptent la position pédobaptiste (c'est-à-dire qu'ils baptisent les enfants ainsi que les adultes non baptisés) par aspersion ou affusion plutôt que par immersion (même si l'immersion est aussi valable).
- la Sainte-Cène.

## Discipline
Le 27 janvier 1561, l'Assemblée de l'église écossaise adopte un Livre de discipline. Avec ce Code de discipline, la confession de foi écossaise et le Book of Common Order (en) (équivalent presbytérien du Livre de la prière commune anglican), est créée la première « règle subordonnée » (subordinate standard) établissant officiellement les principes et les règles de fonctionnement de l'Église d'Écosse.

## Forme du culte presbytérien
Historiquement, les normes du culte presbytérien ont suivi le principe calviniste selon lequel, dans le culte, ce qui n'est pas ordonné est interdit, ce qu'on a appelé depuis le principe régulateur du culte et qui a écarté beaucoup des anciennes pratiques héritées de l'Église catholique romaine. Cela impliquait deux éléments majeurs, qui peuvent sembler étonnants aujourd'hui :
- la psalmodie exclusive c'est-à-dire la doctrine selon laquelle, dans le culte, seuls les psaumes (de la Bible) doivent être chantés ; chanter sur d'autres paroles étant seulement autorisé en dehors du culte[4].
- le chant a cappella c'est-à-dire la doctrine selon laquelle aucun instrument autre que la voix humaine ne doit être utilisé lors du culte.

Ces deux règles furent introduites, au moins en partie, pour faire cesser les chants d'hymnes honorant Marie ou les saints.

### Culte au temps de la Réforme
Au début de la Réforme écossaise en 1560, il n'existait pas de modèle réformé pour le culte en Écosse. La forme que l'Église prit initialement dépendait donc des pasteurs locaux.
Écrivant depuis Genève où il s'était exilé, John Knox décrivit en détail ce qui devrait être effectué lors du culte hebdomadaire, dans sa Letter of Wholesome Councell datée de 1556. Les protestants fuyant les Persécutions Mariales qui avaient lieu en Angleterre, ramenèrent avec eux le second Livre de la prière commune (1552) d'Édouard VI, qui était recommandé par les Lords of the Congregation. Knox soutint aussi cet ouvrage dans un premier temps (il semble en effet qu'il en ait influencé certains aspects). Cependant, avant de quitter Genève, et avec les encouragements de Jean Calvin, il avait écrit son propre Livre de l'ordre commun et c'est celui-ci qui fut imprimé et approuvé par l'Assemblée générale de l'Église d'Écosse de 1562. Enrichi, il fut réimprimé avec les confessions de foi et les psaumes métriques en 1564, et constitua le livre officiel pour le culte jusqu'à son remplacement par le Directoire de Westminster en 1643.

### Introduction des chants continus
Dans les premiers temps, la méthode de chant habituelle suivie lors du culte presbytérien était le lining out, selon lequel un precentor lit ou chante une ligne et l'assemblée la répète après lui. À ce propos, le Directoire du culte public énonce ceci :

« Que l'ensemble de l'assemblée puisse s'unir, tous ceux qui peuvent lire doivent avoir un livre des psaumes ; et tous les autres, non handicapés par l'âge ou autre, doivent être encouragés à apprendre à lire. Mais pour le moment, où beaucoup dans l'assemblée ne savent pas lire, il convient que le ministre, ou toute autre personne nommée par lui, ou les autres responsables en chef, lisent le psaume, ligne par ligne, avant qu'il ne soit chanté. »

La formulation employée indique qu'il s'agit davantage d'une mesure pratique en 1650 qu'une position doctrinale. Le lining out était aussi utilisé par d'autres dénominations pour des raisons pratiques, beaucoup de gens n'étaient pas suffisamment lettrés et à cause d'un manque de livres des cantiques disponibles.
À partir d'environ 1720, beaucoup défendirent l'introduction du chant continu (ou régulier). Le chant continu fut introduit dans beaucoup d'Églises presbytériennes à travers le monde, même dans celles qui se considèrent comme adhérant aux règles traditionnelles du culte presbytérien. Certaines pratiquent encore le lining out comme l'Église fondée par David Steele.

### Introduction des hymnes
Dans ce contexte, le terme « hymnes » désigne les hymnes qui ne font pas partie de la Bible. Le mot « hymne » est employé dans la Bible mais les partisans de la psalmodie exclusive assurent que cela fait référence à un type de psaumes spécifique.
Après avoir chanté des psaumes durant deux cents ans, en 1861 l'Église d'Écosse adopta officiellement les hymnes, suivie par l'Église libre d'Écosse en 1872. Les hymnes et d'autres chants extra-bibliques sont maintenant largement utilisés dans les cercles presbytériens ; les détails variant suivant les dénominations.

### Introduction des instruments
Au début du XIXe siècle, le révérend R. William Ritchie de l'église de Saint-Andrew de Glasgow, tenta d'introduire un orgue dans son église, mais fut informé par le consistoire de Glasgow (Glasgow presbytery) que « l'utilisation d'orgues lors du culte public de Dieu est contraire à la loi et à la constitution de notre Église établie ».
En 1863, le révérend Robert Lee introduisit un harmonium pour le culte à la Greyfriars Kirk d'Édimbourg. Lee défendit la musique instrumentale à l'Assemblée générale de 1864, laquelle déclara alors que « de telles innovations devraient seulement être empêchées lorsqu'elles perturbent la paix de l'Église et l'harmonie des assemblées. » Un orgue fut par la suite installé à Greyfriars et utilisé pour la première fois en 1865.

### Évolutions

Dénominations de l'Église d'Écosse